# Houten Anders!
Houten Anders! is een lokale politieke partij actief in de Nederlandse gemeente Houten. De partij is in 2013 ontstaan als afsplitsing van de Inwonerspartij Toekomst Houten. Sinds 2014 is Houten Anders! vertegenwoordigd in de gemeenteraad.

## Geschiedenis
De partij ontstond in 2013 toen raadsleden Michel Hofstee en Aad Verkade uit de Inwonerspartij Toekomst Houten stapten. Ze vonden hun partij te populistisch geworden. Begin november voegde een van de VVD-gemeenteraadsleden zich bij Houten Anders, waardoor de partij met drie zetels in de raad vertegenwoordigd was. Op 22 november 2013 werd Houten Anders! officieel opgericht.
De partij behaalde bij de gemeenteraadsverkiezing van 2014 twee raadszetels. In 2018 haalde de partij met lijsttrekker Wayne Wilson één zetel binnen. Voor de verkiezingen van 2022 werd Axel Eerdman als lijsttrekker gekozen. Sinds maart 2024 is Bartjan Meier fractievoorzitter. 

## Standpunten
In 2018 ging de partij de verkiezingen in met de standpunten:
- onafhankelijk en lokaal
- betrokken met en participatie van bewoners
- samenwerking en identiteit van Houten

Voor de verkiezingen van 2022 formuleerde partij tien speerpunten:
- Wonen
- Samen werken aan de wijk
- Veilig samenleven
- Samen positief kritisch
- Vergroening en energiebesparing
- Ondernemen;
- Het Kromme Rijngebied
- Bruisend Houten
- Gezondheid
- Een klantgerichte en toegankelijke gemeente

## Verkiezingsuitslagen
| Jaar | Stemmen | %     | Zetels | Lijsttrekker                    |
| ---- | ------- | ----- | ------ | ------------------------------- |
| 2014 | 1.845   | 8,56% | 2      | Michel Hofstee, Cisca ten Hoeve |
| 2018 | 1.385   | 5,95% | 1      | Wayne Wilson                    |
| 2022 | 1.002   | 4,3%  | 1      | Axel Eerdman                    |